# Republikansko pyrwenstwo w piłce nożnej (1948)
Republikansko pyrwenstwo w piłce nożnej (1948) było 24. edycją najwyższej piłkarskiej klasy rozgrywkowej w Bułgarii. W rozgrywkach brało udział 16 zespołów. Tytułu nie obroniła drużyna Lewski Sofia. Nowym mistrzem Bułgarii został zespół Septemwri Pri CDW Sofia.

## 1. runda
- Lewski Sofia – Liubisław Burgas 2 – 0, 0 – 0
- Aprilow Gabrowo – Septemwri Pri CDW Sofia 0 – 2, 1 – 2
- Christo Michajłov Michajłowgrad – Marek Dupnica 3 – 4, 3 – 9
- Benkowski Widin – Lokomotiw Ruse 2 – 0, 2 – 0
- Spartak Sofia – Ilinden Petricz 2 – 0, 1 – 0
- TWP Warna – Loko Stara Zagora 1 – 1, 6 – 2
- Spartak Plewen – Slawia Płowdiw 1 – 1, 0 – 3
- Botew Płowdiw – Spartak Warna 2 – 3, 0 – 1

## Ćwierćfinały
- Benkowski Widin – Septemwri Pri CDW Sofia 0 – 4, 1 – 2
- Marek Dupnica – Spartak Sofia 2 – 0, 0 – 0
- Lewski Sofia – Slawia Płowdiw 4 – 0, 3 – 3
- TWP Warna – Spartak Warna 2 – 2, 0 – 4

## Półfinały
- Spartak Warna – Septemwri Pri CDW Sofia 1 – 2, 1 – 4
- Lewski Sofia – Marek Dupnica 3 – 1, 3 – 2

## Finał
- Septemwri Pri CDW Sofia – Lewski Sofia 1 – 2, 3 – 1

Zespół Septemwri Pri CDW Sofia został mistrzem Bułgarii.